# THE IDOLM@STER MASTERPIECE
《THE IDOLM@STER MASTERPIECE》(아이돌마스터 마스터피스)는 2005년 9월 28일부터 일본 컬럼비아에서 발매되고 있는 아케이드 게임 <THE IDOLM@STER>의 사운드 트랙 CD시리즈.

## 개요
아케이드판 수록의 악곡의 게임 버전과 롱 버전이 수록되고 있다.
각 CD의 첫회 한정판에는 게임중에서 사용할 수 있는 리라이터블 카드가 부속.
<MASTER PIECE 01~03>을 애니메이트에서 구입한 사람 중에서 추첨으로 관객을 초대해, 2006년 1월 21일에 미니 라이브를 했다. 이 라이브에는 이오리 역의 쿠기미야 리에를 제외한 8명이 출연했다. 또 <MASTERPIECE 05>에서는 응모자 전원 서비스로 MASTERPIECE 시리즈 전권 수납 BOX 선물이 실시되었다. 쟈켓 일러스트는 캐릭터 디자인을 담당한 쿠보오카 토시유키가 담당.
극장 애니메이션 <THE IDOLM@STER MOVIE 빛의 저편에!>의 주제가 <M@STERPIECE>는 본 CD 시리즈가 타이틀의 유래다.

## 01 마법을 걸어!
2005년 9월 28일 발매. 원래 통상판도 포함한 첫회 출하 수가 너무 적었기 때문에, 발매일에 많은 레코드점에서 완매가 되어 입수가 곤란한 사태가 일어났다.
쟈켓 일러스트의 교복은 후에 <SP>의 DLC 의상으로서 전달되었다.
수록곡
1. 마법을 걸어! (M@STER VERSION) 
가: 아마미 하루카 (나카무라 에리코)·하기와라 유키호 (오치아이 유리카)·아키즈키 리츠코 (와카바야시 나오미)
작사·작곡·편곡: NAMCO (고사키 사토루)
고사키는 당초, 브리그리와 같은 곡으로 하고 싶었지만, 이시하라의 희망으로 <두 사람의 모지핏탄>과 같은 곡으로 바뀌었다[2].
2. THE IDOLM@STER(HYM VERSION) 
가: 아마미 하루카 (나카무라 에리코)·하기와라 유키호 (오치아이 유리카)·아키즈키 리츠코 (와카바야시 나오미)
작사: 나카무라 메구미, 작곡·편곡: NAMCO(사사키 히로시인)
아케이드의 곡이 모인 후에 당시 프로듀서였던 코야마에 말해져 제작된 곡으로, 별로 주제가 같지 않은 곡[3].
3. 태양의 질투
가: 아마미 하루카(나카무라 에리코)
작사: 모리 유리코, 작곡·편곡: NAMCO(시이나 고)
연주가에게 어려운 곡을 만들려고 태어난 지옥의 곡[3].
4. First Stage
가: 하기와라 유키호(오치아이 유리카)
작사: 나카무라 메구미, 작곡·편곡: NAMCO(사사키 히로시인)
얌전하지만, 김이 좋은 곡. 테크노나 클럽 집합의 곡[3].
5. 마법을 걸어!
가: 아키즈키 리츠코(와카바야시 나오미)
작사·작곡·편곡: NAMCO(고사키 사토루)
6. 마법을 걸어! (M@STER VERSION) 오리지널 가라오케
작사·작곡·편곡: NAMCO(고사키 사토루)
7. THE IDOLM@STER(HYM VERSION) 오리지널 가라오케
작사: 나카무라 메구미, 작곡·편곡: NAMCO(사사키 히로시인)
8. 보너스 트랙 토크 마법을 걸어!~하루카·유키호·리츠코~

## 02 9:02pm
2005년 11월 2일 발매.
수록곡
1. 9:02pm(M@STER VERSION) 
가: 미우라 아즈사(타카하시 치아키) · 키사라기 치하야(이마이 아사미) · 키쿠치 마코토(히라타 히로미)
작사: yura, 작곡·편곡: NAMCO(Jesahm)
yura가 아이마스 관련곡 중에서 처음으로 작사를 한 곡. 곡명의 <9:02>은 OL가 일로부터 돌아가, 자택에서 한 명 침착하는 시간이며, <pm>는 밤이라는 의미와 퍼스널 메시지의 머리 글자다. 또, 쇼팽의 야상곡 2번 변마장조 작품 9 - 2이 <애정 이야기>라는 영화에 사용되고 있어 이 곡에도 <애정 이야기>라는 의미를 갖게 하고 싶었다고 말하고 있다[4].
2. THE IDOLM@STER(ACM VERSION) 
가: 미우라 아즈사(타카하시 치아키)·키사라기 치하야(이마이 아사미)·키쿠치 마코토(히라타 히로미)
작사: 나카무라 메구미, 작곡·편곡: NAMCO(사사키 히로시인)
3. 9:02pm
가: 미우라 아즈사(타카하시 치아키)
작사: yura, 작곡·편곡: NAMCO(Jesahm)
4. 푸른 새
가: 키사라기 치하야(이마이 아사미)
작사: 모리 유리코, 작곡·편곡: NAMCO(시이나 고)
5. 에이전트 밤을 걷다
가: 키쿠치 마코토(히라타 히로미)
작사·작곡·편곡: NAMCO(LindaAI-CUE)
6. 9:02pm(M@STER VERSION) 오리지널 가라오케
작사: yura, 작곡·편곡: NAMCO(Jesahm)
7. THE IDOLM@STER(ACM VERSION) 오리지널 가라오케
작사: 나카무라 메구미, 작곡·편곡: NAMCO(사사키 히로시인)
8. 보너스 트랙 토크 9:02pm~아즈사·치하야·마코토~

## 03 포지티브!
2005년11월 30일 발매.
수록곡
1. 포지티브! (M@STER VERSION) 
가: 미나세 이오리(쿠기미야 리에)·타카츠키 야요이(니고 마야코) · 후타미 아미/마미(시모다 아사미)
작사: NAMCO(mft), 작곡·편곡: NAMCO(나카가와 코지)
2. THE IDOLM@STER(IYAM VERSION) 
가: 미나세 이오리(쿠기미야 리에)·타카츠키 야요이(니고 마야코)·후타미 아미/마미(시모다 아사미)
작사: 나카무라 메구미, 작곡·편곡: NAMCO(사사키 히로시인)
3. Here we go!!
가: 미나세 이오리(쿠기미야 리에)
작사: yura, 작곡·편곡: NAMCO(Jesahm)
처음은 <Love???>라는 타이틀이었지만 변경됐다[3].
4. 안녕!! 아침밥
가: 타카츠키 야요이(니고 마야코)
작사: 나카무라 메구미, 작곡·편곡: NAMCO(사사키 히로시인)
5. 포지티브!
가: 후타미 아미/마미(시모다 아사미)
작사: NAMCO(mft), 작곡·편곡: NAMCO(나카가와 코지)
6. 포지티브! (M@STER VERSION) 오리지널 가라오케
작사: NAMCO(mft), 작곡·편곡: NAMCO(나카가와 코지)
7. THE IDOLM@STER(IYAM VERSION) 오리지널 가라오케
작사: 나카무라 메구미, 작곡·편곡: NAMCO(사사키 히로시인)
8. 보너스 트랙 토크 포지티브!~이오리·야요이·아미/마미~

## 04
2006년 3월 22일 발매. 한정판에는 보너스 트랙으로서 <THE IDOLM@STER>이외의 9곡에서의 슈퍼 프로듀서 토너먼트의 상위 유닛에 의한 버전을 수록.
수록곡
1. 태양의 질투(M@STER VERSION) 
가: 아마미 하루카(나카무라 에리코)·미나세 이오리(쿠기미야 리에)·키사라기 치하야(이마이 아사미)
작사: 모리 유리코, 작곡·편곡: NAMCO(시이나 고)
2. 에이전트 밤을 걷다(M@STER VERSION) 
가: 키쿠치 마코토(히라타 히로미)·아키즈키 리츠코(와카바야시 나오미)·후타미 아미/마미(시모다 아사미)
작사·작곡·편곡: NAMCO(LindaAI-CUE)
3. 안녕!! 아침밥(M@STER VERSION) 
가: 타카츠키 야요이(니고 마야코)·미우라 아즈사(타카하시 치아키)·하기와라 유키호(오치아이 유리카)
작사: 나카무라 메구미, 작곡·편곡: NAMCO(사사키 히로시인)
4. 태양의 질투(M@STER VERSION) 오리지널 가라오케
작사: 모리 유리코, 작곡·편곡: NAMCO(시이나 고)
5. 에이전트 밤을 걷다(M@STER VERSION) 오리지널 가라오케
작사·작곡·편곡: NAMCO(LindaAI-CUE)
6. 안녕!! 아침밥(M@STER VERSION) 오리지널 가라오케
작사: 나카무라 메구미, 작곡·편곡: NAMCO(사사키 히로시인)
7. THE IDOLM@STER
가: 아마미 하루카(나카무라 에리코)·키사라기 치하야(이마이 아사미)·하기와라 유키호(오치아이 유리카)·타카츠키 야요이(니고 마야코)·아키즈키 리츠코(와카바야시 나오미)·미우라 아즈사(타카하시 치아키)·미나세 이오리(쿠기미야 리에)·키쿠치 마코토(히라타 히로미)·후타미 아미/마미(시모다 아사미)
작사: 나카무라 메구미, 작곡·편곡: NAMCO(사사키 히로시인)
8. 태양의 질투
가: 아키즈키 리츠코(와카바야시 나오미)·후타미 아미/아미(시모다 아사미)
9. 푸른 새
가: 키쿠치 마코토(히라타 히로미)·미나세 이오리(쿠기미야 리에)·미우라 아즈사(타카하시 치아키)
10. First Stage
가: 키사라기 치하야(이마이 아사미)·하기와라 유키호(오치아이 유리카)·아키즈키 리츠코(와카바야시 나오미)
11. 안녕!! 아침밥
가: 미나세 이오리(쿠기미야 리에)·아마미 하루카(나카무라 에리코)·키사라기 치하야(이마이 아사미)
12. 마법을 걸어!
가: 미나세 이오리(쿠기미야 리에)·후타미 아미/마미(시모다 아사미)
13. 9:02pm
가: 아키즈키 리츠코(와카바야시 나오미)·미우라 아즈사(타카하시 치아키)·하기와라 유키호(오치아이 유리카)
14. Here we go!!
가: 아마미 하루카(나카무라 에리코)·타카츠키 야요이(니고 마야코)
15. 에이전트 밤을 걷다
가: 후타미 아미/마미(시모다 아사미)·아마미 하루카(나카무라 에리코)·타카츠키 야요이(니고 마야코)
16. 포지티브!
가: 미우라 아즈사(타카하시 치아키)·키쿠치 마코토(히라타 히로미)
17. 보너스 트랙 토크

## 05
2006년5월 31일 발매. 한정판에는 게임중에서 사용된 BGM를 메들리 형식에서 수록.
수록곡
1. 푸른 새(M@STER VERSION) 
가: 키사라기 치하야(이마이 아사미)·미우라 아즈사(타카하시 치아키)·아키즈키 리츠코(와카바야시 나오미)
작사: 모리 유리코, 작곡: NAMCO(시이나 고), 편곡: 시오이리 토시야
2. First Stage(M@STER VERSION) 
가: 하기와라 유키호(오치아이 유리카)·키쿠치 마코토(히라타 히로미)·후타미 아미/마미(시모다 아사미)
작사: 나카무라 메구미, 작곡·편곡: NAMCO(사사키 히로시인)
3. Here we go!! (M@STER VERSION) 
가: 미나세 이오리(쿠기미야 리에)·아마미 하루카(나카무라 에리코)·타카츠키 야요이(니고 마야코)
작사: yura, 작곡·편곡: NAMCO(Jesahm)
4. 푸른 새(M@STER VERSION) 오리지널 가라오케
작사: 모리 유리코, 작곡: NAMCO(시이나 고), 편곡: 시오이리 토시야
5. First Stage(M@STER VERSION) 오리지널 가라오케
작사: 나카무라 메구미, 작곡·편곡: NAMCO(사사키 히로시인)
6. Here we go!! (M@STER VERSION) 오리지널 가라오케
작사: yura, 작곡·편곡: NAMCO(Jesahm)
7. THE IDOLM@STER BGM <debut>MAIN BGM~MORNING~THINKING~APPEAL
8. THE IDOLM@STER BGM <memories>ENERGY~BRIGHT~TOWN~TENDER~PAINFUL
9. THE IDOLM@STER BGM <glory>SENTAKU2~MATCHING~TV~. MORNING0~NIGHT
10. THE IDOLM@STER BGM <encore>ED_MORNING~DARK~SPEED~ED_SIPPAI~ED_SEIKOU~ED_DAISEIKO
11. THE IDOLM@STER(M@STER VERSION -REMIX-)
가: 아마미 하루카(나카무라 에리코)·키사라기 치하야(이마이 아사미)·하기와라 유키호(오치아이 유리카)·타카츠키 야요이(니고 마야코)·아키즈키 리츠코(와카바야시 나오미)·미우라 아즈사(타카하시 치아키)·미나세 이오리(쿠기미야 리에)·키쿠치 마코토(히라타 히로미)·후타미 아미/마미(시모다 아사미)
작사: 나카무라 메구미, 작곡·편곡: NAMCO(사사키 히로시인)
12. 보너스 트랙 토크